# N'Zeto
N'Zeto (ou Nzeto) est une ville de la province de Zaire, chef-lieu de la municipalité du même nom, dans le nord-ouest de l'Angola.

## Géographie
La municipalité de N'zeto borde l'océan Atlantique. Elle compte quatre communes, soit :
- Nzeto (chef-lieu) ;
- Musserra ;
- Kibala ;
- Kindege[3].

La municipalité de N'zeto est limitée au nord par celle de Tomboco, à l'est par celle de Bembe (province d'Uíge) et au sud par celle d'Ambriz (province de Bengo). La superficie de la municipalité est de 10 120 km2.

### Climat
Soumise à un climat tropical humide, la municipalité de Nzeto connaît deux saisons bien marquées: une saison chaude et pluvieuse en février, mars et avril; une saison plus fraîche et plus sèche en juin, juillet et août. La municipalité comprend une bande littorale plus sèche. Dans l'intérieur, le brouillard est fréquent dans la commune de Kindege.

### Chef-lieu
La ville de Nzeto est bâtie sur la rive gauche de l'embouchure du Mbridge, le principal fleuve de la municipalité. Elle est située à environ 150 km au sud de l'embouchure du Congo, qui marque la frontière avec la République démocratique du Congo, à 250 km au nord de la capitale, Luanda, et à 230 km au sud-ouest de Mbanza-Kongo, la capitale de la province.

## Histoire
Nzeto a été élevée au rang de ville le 23 juin 1934, sous administration portugaise. Jusqu'à l'indépendance de l'Angola (1975), elle s'appelait Ambrizete.

## Services publics

### Éducation
5 236 élèves sont scolarisés dans la municipalité.

### Santé
La municipalité possède un hôpital et deux centres de santé.

## Économie
Il existe des communautés de pêcheurs à Nzeto et dans la commune de Musserra.
Le littoral de la municipalité comprend de grandes saline.